# Boettgerilla
Boettgerilla Simroth, 1910 è un genere di molluschi gasteropodi polmonati, unico genere della famiglia Boettgerillidae.

## Tassonomia
Il genere comprende due specie:
- Boettgerilla compressa Simroth, 1910
- Boettgerilla pallens Simroth, 1912